# Marcetieae
Marcetieae je tribus biljaka iz porodice melastomovki, dio potporodice Melastomatoideae.
Tribus je opisan 2017.

## Opis
Marcetieae obuhvaća 20 rodova i 163 taksona, uglavnom zeljastog bilja ili grmlja, koji se pretežno javljaju u Neotropima s posebnim bogatstvom u amazonskim savanama, Cerradu i campos rupestres. Iako vrste pokazuju značajnu raznolikost u floralnoj morfologiji, većina ih ima 4-latične cvjetove, 4-lokularne jajnike i gole pedokonektive (povezuje prašnik s niti), kao i prisutnost tri sloja u ovojnici jajnika.

## Rodovi
1. Comoliopsis Wurdack (3 spp.)
2. Mallophyton Wurdack (1 sp.)
3. Pseudoernestia (Cogn.) Krasser (2 spp.)
4. Comolia DC. (13 spp.)
5. Acisanthera P. Browne (11 spp.)
6. Noterophila Mart. (8 spp.)
7. Dicrananthera C. Presl (1 sp.)
8. Rostranthera M. J. Rocha & P. J. F. Guim. (1 sp.)
9. Leiostegia Benth. (1 sp.)
10. Sandemania Gleason (1 sp.)
11. Siphanthera Pohl (20 spp.)
12. Ernestia DC. (12 spp.)
13. Macairea DC. (23 spp.)
14. Brasilianthus Almeda & Michelang. (1 sp.)
15. Nepsera Naudin (1 sp.)
16. Appendicularia DC. (4 spp.)
17. Acanthella Hook.f. (2 spp.)
18. Marcetia DC. (38 spp.)
19. Fritzschia Cham. (12 spp.)
20. Aciotis D. Don (14 spp.)